# Zosterisessor ophiocephalus
Zosterisessor ophiocephalus é uma espécie de peixe da família Gobiidae.
Pode ser encontrada nos seguintes países: Albania, Argélia, Bulgária, Croácia, Cyprus, França, Grécia, Itália, Malta, Marrocos, Sérvia e Montenegro, Eslovénia, Espanha, Tunísia e Ucrânia.